# توم تجاردا
توم تجاردا (بالإنجليزية: Tom Tjaarda)‏‏ (23 يوليو 1934 - 1 يونيو 2017)، واسمه الكامل ستيفنز ثومبسون تجاردا فون ستاركينبرغ، من مواليد 23 يوليو عام 1934م، وهو مصمم سيارات أمريكي، ولد ونشأ في ديترويت بولاية تكساس الأمريكية، تخرج من جامعة ميشيغان الأمريكية، وبدأ حياته لتصميم مجموعة من السيارات، ومنها سيارة 365 كاليفورنيا، والتي أنتجها الشركة الإيطالية فيراري.

## وصلة خارجية
- http://www.tom-tjaarda.net/index.htm